# Congochromis sabinae
 Congochromis sabinae és una espècie de peix de la família dels cíclids i de l'ordre dels perciformes.

## Morfologia
- Els mascles poden assolir 5,2 cm de longitud total[2] i les femelles 3,86.
- Nombre de vèrtebres: 24-25.[3]

## Hàbitat
Viu en zones de clima tropical.

## Distribució geogràfica
Es troba al riu Congo i a Gabon.